# Vledderveen (waterschap)
Vledderveen is een voormalig kanaalwaterschap in de provincie Groningen.
Het schap lag ten oosten van Stadskanaal en bestond uit twee delen. Verreweg het grootste deel werd begrensd door de weg Vledderhuizen in het noorden, de N975 in het oosten, de weg de Horstenerplaatsen in het zuiden en de N366 (over 2 km) en de wegen de 3e Oomsberg, de Waterschapsweg en de Vledderweg (over 3,5 km) in het westen. Een gebied ter grootte van 29 ha ter weerszijden langs de benedenloop het Eerste Vledderveenkanaal en een deel van de Broeklanden behoorde als exclave ook tot het waterschap.
Naast de verzorging van de afwatering, onderhield het schap twee kanalen voor het afvoer van turf:
- het Eerste of benedenste Vledderveenkanaal, ter lengte van 8,7 km, kwam uit in het Boerendiep dat weer uitkwam in het Stadskanaal (tegenwoordig Kettingwijk, langs de Vledderweg en de Beneden Vledderwijk)
- het Tweede of bovenste Vledderveenkanaal, ter lengte van 6,6 km, dat rechtstreeks uitkwam in het Stadskanaal (tegenwoordig de Gedempte Vleddermond)

De belangrijkste taak was dan ook de Vleddervenen geschikt te maken voor vervening. 
Het waterschapshuis aan de Waaterschapsweg 7 dateerde uit 1911. 
Waterstaatkundig gezien ligt het gebied sinds 2000 binnen dat van het waterschap Hunze en Aa's.